# Herluin de Montreuil
Herluin (890 circa – 13 luglio 945) fu conte di Montreuil, conte di Ponthieu e abate laico di Saint-Riquier.

## Origine
Secondo il "Chronicon centulense", ou Chronique de l'abbaye de Saint-Riquier, Herluin era il figlio primogenito del conte di Montreuil, conte di Ponthieu e abate laico di Saint-Riquier, Helgaud de Montreuil e della moglie, di cui non si conoscono né il nome né gli ascendenti; anche i Flodoardi Annales ricordano che Herluin era figlio di Helgaud de Montreuil
Di Helgaud de Montreuil non si conoscono gli ascendenti.

## Biografia
I Flodoardi Annales citano suo padre, Helgaud, quando Ugo il Grande, figlio del re di Francia, Roberto I, nel 925, fece un accordo coi Normanni, lasciò alcune zone prive di protezione, tra cui quelle di Helgaud (terra filiorum Balduini, Rodulfi quoque de Gangeio atque Hilgaudi); infatti, come ci confermano ancora i Flodoardi Annales, Helgaud perse la vita l'anno dopo, combattendo assieme al re di Francia, Rodolfo, Duca di Borgogna (rex ibi vulneratus et Hilgaudus comes interemptus est).
Alla morte del padre, Herluin gli succedette.
I Flodoardi Annales riportano che, nel 929, il Marchese di Neustria demarcus, conte d'Orleans e conte di Parigi, Ugo il Grande, ed il conte di Vermandois, di Meaux, di Soissons e di Madrie e di Vexin, signore di Peronne, Senlis e San Quintino, Erberto II si allearono e misero l'assedio a Montreuil; poi si ritirarono, senza conquistarla.
Ancora i Flodoardi Annales riportano che, nel 939, il conte di Fiandra e d'Artois, conte di Boulogne e abate laico di San Bertino, Arnolfo I, conquistò, proditoriamente, il castello di Montreuil (castellum Erluini maritimum, quod vocatur Monasteriolum) e fece prigionieri la moglie ed i figli di Herluin, che furono inviati oltremare al primo re d'Inghilterra, Atelstano. Herluin, si alleò col Duca di Normandia, Guglielmo Lungaspada, e, con un imponente contingente di Normanni riuscì a riprendere la città di Montreuil; solo alcuni armigeri di Arnolfo I furono uccisi, mentre gli altri furono catturati per poter avere indietro la moglie.
Anche il monaco cristiano e scrittore, normanno, Guglielmo di Jumièges, nel suo Historiae Normannorum scriptores antiqui, riporta la conquista di Montreuil da parte di Arnolfo I e che Herluin chiese il permesso al suo signore, Ugo il Grande, di potersi far aiutare dai Normanni; ed in questo modo, Herluin riebbe la sua città.
Dopo aver fatto la pace con Arnolfo I, nel 944, sempre secondo i Flodoardi Annales, Herluin ottenne la contea di Amiens.
Dopo che Guglielmo Lungaspada era stato assassinato (fu ucciso a tradimento da quattro personaggi che erano tra gli accompagnatori di Arnolfo) e dato che il suo successore, Riccardo, aveva circa 10 anni, alcuni Normanni ressero il ducato; secondo il Hugonis Floriacensis, Liber qui Modernorum Regum Francorum continet Actus, tra coloro che arrivarono in Normandia, nel 945, vi fu il re di Danimarca, Aroldo I, consanguineo di Riccardo, che ottenne un incontro con il re di Francia, Luigi IV, ma durante la trattativa i Normanni attaccarono i cavalier Franchi, uccidendone parecchi tra cui, Herluin, conte di Montreuil; anche Guglielmo di Jumièges, nel suo Historiae Normannorum scriptores antiqui, ricorda la morte di Herluin, nel 945, per mano dei Normanni di Aroldo I di Danimarca, che lo ritenevano responsabile della morte di Guglielmo Lungaspada.
A Herluin succedette il figlio, Ruggero. 

## Matrimoni e discendenza
Herluin si era sposato con una donna di cui non si conoscono né il nome né gli ascendenti e dalla quale divorziò, prima del 927 e dalla quale non ebbe figli.
Herluin poi si sposò, in seconde nozze, prima del 927, ancora con una donna di cui non si conoscono né il nome né gli ascendenti e dalla quale ebbe alcuni figli:
- uno o più figli di cui non si conosce il nome
- Ruggero, conte di Montreuil, conte di Ponthieu e abate laico di Saint-Riquier

### Fonti primarie
- (LA)  Monumenta Germanica Historica, tomus III.
- (LA)  Monumenta Germanica Historica, tomus IX.
- (LA)  Historiae Normannorum scriptores antiqui.
- (FR)  "Chronicon centulense", ou Chronique de l'abbaye de Saint-Riquier.